# Saint-Aubin-Épinay
Saint-Aubin-Épinay is een gemeente in het Franse departement Seine-Maritime (regio Normandië) en telt 981 inwoners (2004). De plaats maakt deel uit van het arrondissement Rouen.

## Geografie
De oppervlakte van Saint-Aubin-Épinay bedraagt 9,9 km², de bevolkingsdichtheid is 99,1 inwoners per km².
De onderstaande kaart toont de ligging van Saint-Aubin-Épinay met de belangrijkste infrastructuur en aangrenzende gemeenten.

## Demografie
Onderstaande figuur toont het verloop van het inwonertal (bron: INSEE-tellingen).